# لج عبيد (خيران المحرق)

تعديل مصدري - تعديل

لج عبيد هي إحدى قرى عزلة شرقي الخميسين بمديرية خيران المحرق التابعة لمحافظة حجة، بلغ تعداد سكانها 447 نسمة حسب تعداد اليمن لعام 2004.